# نوراست‌گوشه‌ای
نوراست‌گوشه‌ای (نام علمی: Neoorthogonius) نام یک سرده از تیره سوسک‌های زمینی است.